# Fallugia
Genre
Classification APG II (2003)
Fallugia est un genre de plantes à fleurs de la famille des Rosaceae

## Liste des espèces
Selon ITIS :
- Fallugia paradoxa (D. Don) Endl. ex Torr.

Selon Catalogue of Life :
- Fallugia acuminata
- Fallugia paradoxa (D. Don) Endl. ex Torr.